# Локомотив (стадіон, Рава-Руська)
«Локомотив» — стадіон у місті Рава-Руська (Жовківський район, Львівська область).
Домашній стадіон ФК «Рава» та інших місцевих команд. Розрахований на близько 2000 місць. Один із рекордів відвідуваності — матч Кубка України 2004/05 «Рава» — «Шахтар» (Донецьк), на який 7 серпня 2004 року прийшло 6 тисяч глядачів. Адреса: вул. Грушевського, 58.
З початку сезону 2013/14 — домашнє поле молодіжної (U-21) та юнацької (U-19) команд ФК «Карпати» (Львів). Дозвіл на використання стадіону клуб отримав відповідно до рішення Рава-Руської міської ради № 13 від 5 квітня 2013 року. Молодіжна команда «Карпат» дебютувала на «Локомотиві» 13 липня 2013, коли в рамках 1-го туру молодіжної першості поступилася «Ворсклі» (Полтава) — 1:2.